# Glenn Curtiss

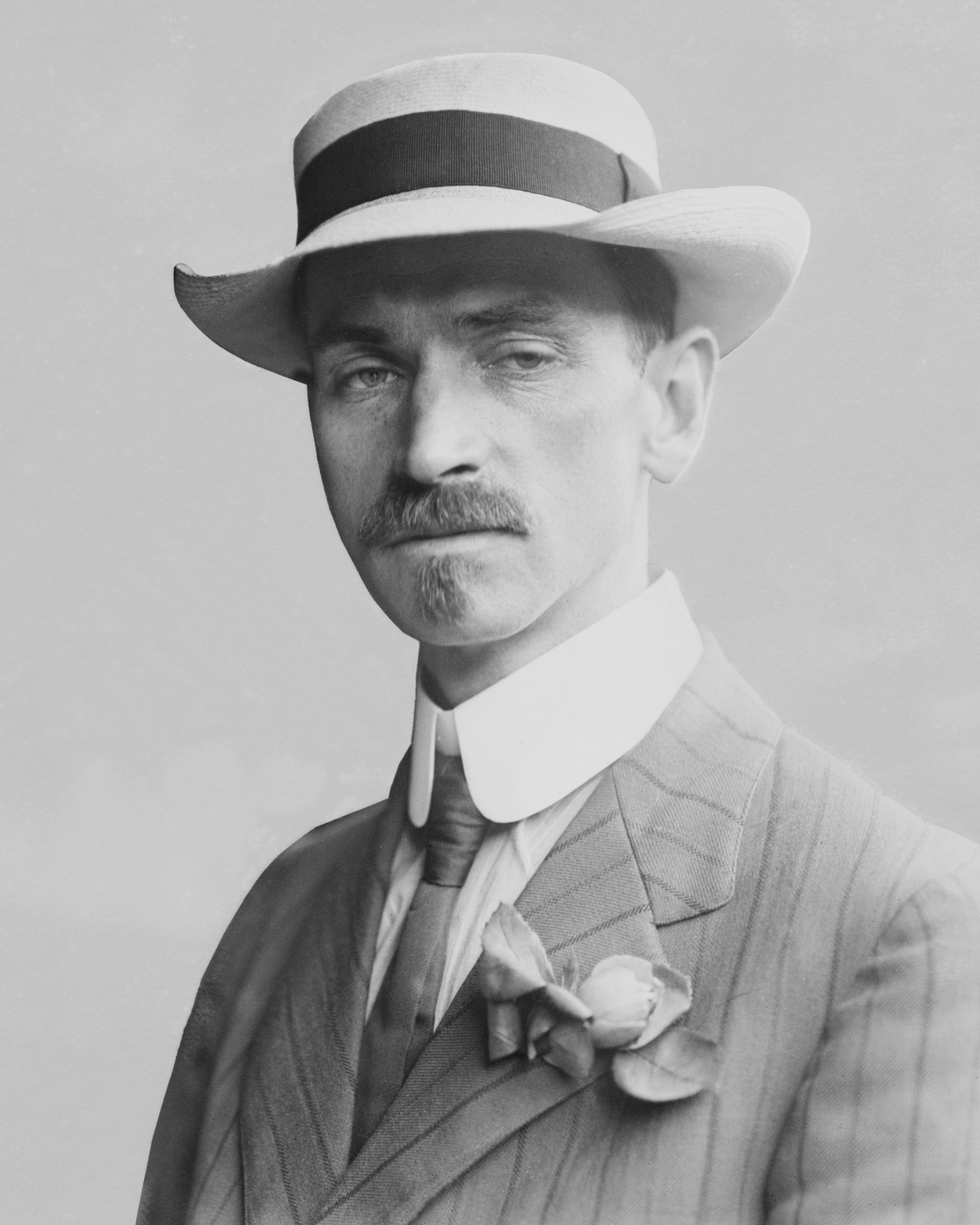
Glenn Hammond Curtiss in 1909

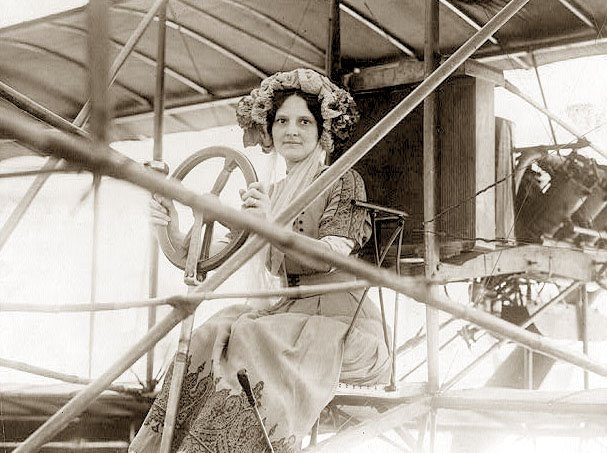
Glenn's echtgenote Lena Pearl Neff in 1910

Glenn Hammond Curtiss (Hammondsport, 21 mei 1878 – Buffalo, 23 juli 1930) was een Amerikaanse constructeur en pionier van de Amerikaanse luchtvaartindustrie. Hij was de oprichter van de Curtiss Aeroplane Company.

## Jeugd en vroege carrière
Glenn Hammond Curtiss werd geboren in Hammondsport, een dorp in Steuben County (New York), als zoon van Frank Richmond Curtiss en Lua Andrews. Toen hij vier jaar oud was overleed zijn vader en bleef hij met zijn jongere zus Rutha bij zijn moeder. Toen Rutha zes jaar oud was, werd ze ernstig ziek. Ze herstelde maar was doof geworden. Glenn hielp haar met de gebaren en liplezen. Op 1 april 1895 hertrouwde zijn moeder met Charles Adams en in 1897 kregen Glenn en Rutha en halfbroer, George Carl Adams.
Glenn volgde alleen lagere school en de familie verhuisde naar Rochester (New York), waar een betere school voor doven was. Hier kreeg Curtiss zijn eerste baan bij de Eastman Dry Plate and Film Company, (later de Eastman Kodak Company) en bleek zijn interesse in techniek. Hij vond een stencilmachine uit die door het bedrijf in productie werd genomen en maakte een eenvoudige camera om de fotografie te leren kennen. Op 7 maart 1898 trouwde hij met Lena Pearl Neff in Hammondsport. Intussen werkte hij als fietskoerier bij Western Union, als wielrenner en als rijwielverkoper. Vanaf circa 1900 begon hij zijn eerste motorfietsen te produceren. Het was een 155cc-hulpmotortje dat via een rol het voorwiel van een fiets aandreef. Hij verplaatste het blokje naar het achterwiel en verving het door een exemplaar van 744 cc, dat uiteraard veel te zwaar was en bovendien onbetrouwbaar.

## Fietsen en motorfietsen

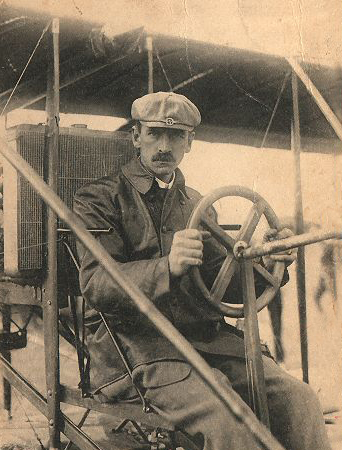
Grande Semaine d'Aviation, Reims 1909

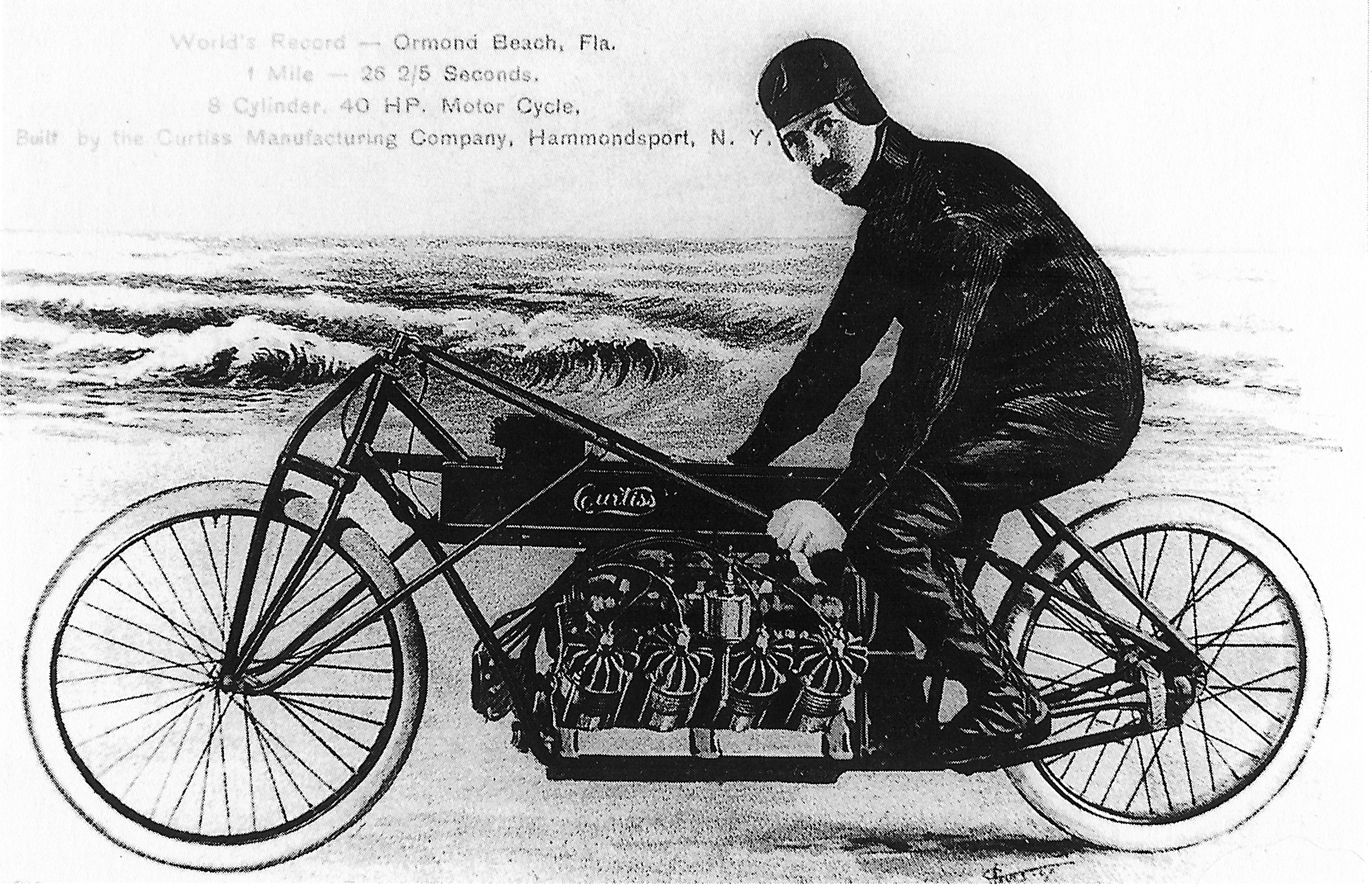
Glenn Hammond Curtiss op zijn V8 recordmachine

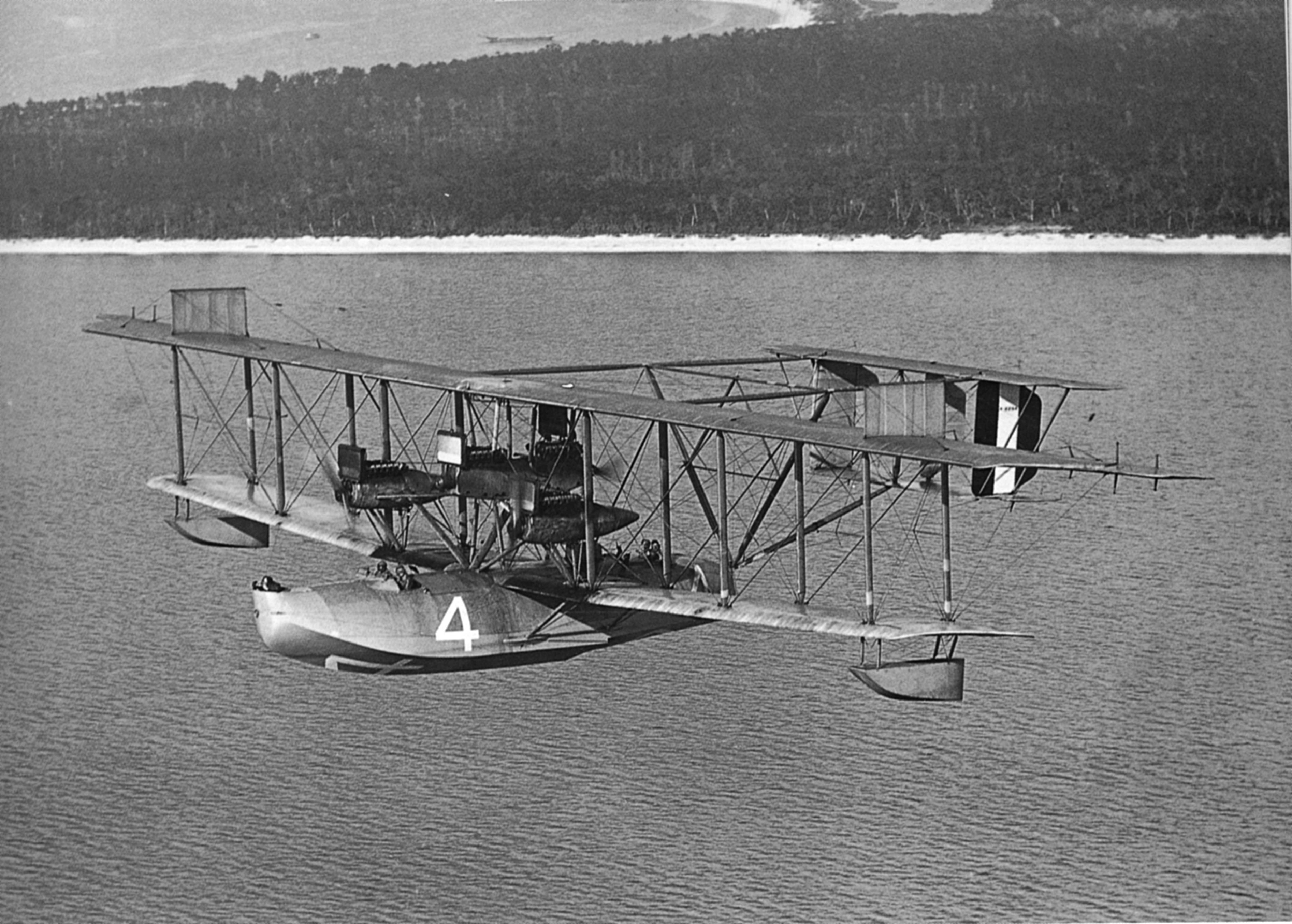
Curtiss NC-4

Vanaf 1901 verschenen er steeds meer motorfietsen, die zijn interesse wekten. In 1902 kregen Curtiss en zijn vrouw een zoon, Carlton, hij had echter een hartprobleem en overleed kort voor zijn eerste verjaardag. In 1902 bouwde Curtiss al zijn eigen motorfietsen met een zelf ontwikkelde eencilinder motor. Zijn zelfbedachte carburateur was gemaakt van een soepblik waarop een metalen gaasje was aangebracht. Door capillaire werking werd de benzine omhooggebracht. In 1903 vestigde hij al een wereldsnelheidsrecord op land met 103 km/h over de mijl. In 1904 vernederde Curtiss met zijn nieuwe tweecilinder de coureurs van Indian in een betrouwbaarheidsrit van New York naar Cambridge (Maryland). Dat bracht E.H. Corson van Indian er toe een bezoek te brengen aan Hammondsport. Daar zag hij tot zijn verbazing dat de hele "motorfietsfabriek" was gevestigd in een achterkamer van de rijwielhandel.
In 1907 vestigde Curtiss een onofficieel wereldrecord van 219,450 km/h met een V8-kop/zijklepmotor van 4000 cc en 40 pk. De motor had hij ontworpen voor gebruik in een luchtschip, maar om hem te testen had hij hem in een frame gebouwd en een vier mijl lange strook van het strand van Daytona Beach laten verharden. Hij had geen officials uitgenodigd, zodat het record nooit erkend werd, maar het Velocity Museum in Daytona beschikt over schriftelijke bewijzen. Het record werd pas in 1930 gebroken. De motorfiets staat in het Smithsonian Instituut.

## Vliegtuigmotoren
Vanaf 1904 leverde Curtiss de motoren voor de luchtschippionier Tom Baldwin. Diens "California Arrow", voorzien van een Curtiss V-twinmotor van 9 pk, werd het eerste succesvolle luchtschip in Amerika. In 1907 werd Curtiss benaderd door Alexander Graham Bell om een motor te bouwen voor experimenten met "machines zwaarder dan lucht". Bell beschouwde Curtiss als de beste expert op het gebied van motoren in het land. Curtiss trad toe tot de  Aerial Experiment Association (AEA), een onderzoeksgroep voor de bouw van vliegtuigen die door Bell was opgezet in Beinn Bhreagh (Nova Scotia). In de twee volgende jaren bouwde de AEA vier vliegtuigen, waarbij steeds verbeteringen werden aangebracht.

## Vliegtuigen
Het derde vliegtuig van de AEA, de "Aerodrome #3 of AEA June Bug, werd door Curtiss ontworpen en hij was ook de testpiloot. In juli 1908 vloog hij 1548 meter en won daardoor de Scientific American Trophy en 2500 dollar. Dit wordt beschouwd als de eerste van tevoren aangekondigde gemotoriseerde vlucht in de Verenigde Staten. Hij kreeg het vliegbrevet met het nummer 1 van de Aero Club of America omdat deze in alfabetische volgorde werden uitgereikt. Orville Wright kreeg nummer 5. Door de vlucht met de June Bug kreeg Curtiss bekendheid in heel het land. In 1909 staakte de AEA de activiteiten, Curtiss bood aan de rechten op de June Bug te kopen om deze als basis voor zijn eigen "Curtiss No. 1" te gebruiken.
In augustus 1909 nam hij deel aan de vliegwedstrijd Grande Semaine d'Aviation de la Champagne in Reims, die georganiseerd was door de Aéro-Club de France. De gebroeders Wright namen niet deel, twee van hun vliegtuigen wel, maar zij wonnen geen van de wedstrijden. Curtiss won de snelheidsrace over een 10 km lang parcours en daarmee ook de Gordon Bennett Trophy met een snelheid van 74,8 km/h. Louis Blériot werd tweede. Curtiss vloog in mei 1910 voor het eerst over een lange afstand, 220 km van Albany naar New York. Hij won daarmee 10.000 dollar die waren ingezet door Joseph Pulitzer en hij kreeg permanent de Scientific America Trophy. In juni 1910 verzorgde hij een gesimuleerd bombardement voor marineofficieren in Hammondsport. In augustus demonstreerde Lt. Jacob E. Fickel het beschieten van gronddoelen vanuit een vliegtuig, waarbij Curtiss als piloot fungeerde. In september trainde hij Blanche Stuart Scott, mogelijk de eerste vrouwelijke Amerikaanse piloot.

## Marineluchtvaart

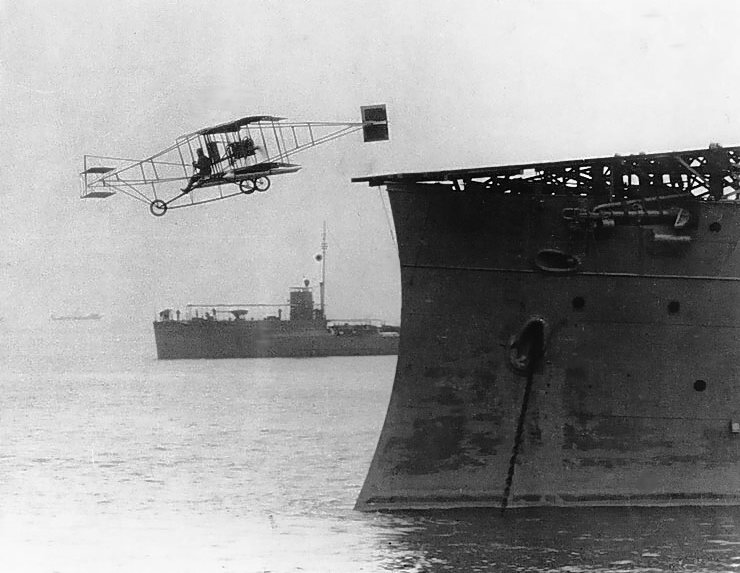
Eugene Ely maakt een eerste vlucht vanaf de USS Birmingham

Op 14 november 1910 maakte Eugene Ely de eerste vlucht vanaf een geïmproviseerd platform op het dek van de kruiser USS Birmingham naar het vasteland. Daarmee begon een lange samenwerking met de Marine. Aan het einde van 1910 ging Curtiss naar San Diego om militair personeel te leren vliegen. In de winter ontwikkelde Curtiss pontons waarmee zijn vliegtuigen op water konden landen. Op 26 januari 1911 vloog hij een demonstratie met het eerste watervliegtuig. Dat was van groot belang voor de marine, maar zeker zo belangrijk was de landing van Eugene Ely op een platform op het achterdek van de USS Pennsylvania. Dit was de eerste landing met een vangkabel op een schip en de daarmee was de basis gelegd voor vliegdekschepen. Curtiss modificeerde zijn pontons zodat het "Model D" ontstond, dat zowel op water als op land kon landen en opstijgen. Hij maakte daarmee de eerste amfibische vlucht op 24 februari 1911. In juli 1911 verkocht Curtiss zijn eerste vliegtuig (de Curtiss A-1 Triad) aan de Amerikaanse Marine. Dit was een watervliegtuig, uitgerust met inklapbare wielen, waardoor het amfibisch was. Doordat Curtiss ook de training van de piloten verzorgde wordt hij in Amerika beschouwd als de "vader van de Amerikaanse Marine luchtvaart". Curtiss kreeg voor dit vliegtuig in 1911 de eerste Collier Trophy, een prijs ingesteld door Robert J. Collier, uitgever van Collier's Weekly en voorzitter van de Aero Club of America.

## Eerste Wereldoorlog
Tijdens de Eerste Wereldoorlog produceerde Curtiss de "Curtiss H-4", die aanvankelijk "America" heette, een grote vliegboot met twee motoren. 68 Grote versies van de "America" werden, geëvolueerd tot "Curtiss H-12", aan de Amerikaanse marine geleverd en ingezet in de oorlog. In 1916 ontwikkelde Curtiss twee trainingsvliegtuigen: de JN-4 "Jenny" voor het leger en het N-9 watervliegtuig voor de marine. Dit werd een van de meest succesvolle vliegtuigen van Curtiss. Er werden er duizenden van verkocht aan de Verenigde Staten, Canada en Groot-Brittannië. Ook de vraag naar civiele vliegtuigen groeide sterk, en in 1916 werkten er in het bedrijf van Curtiss 18.000 man in Buffalo en 3000 in Hammondsport. In 1917 gaf de Amerikaanse marine opdracht voor het ontwerp van een viermotorige vliegboot voor lange afstanden. Dit werd de Curtiss NC-4.

## Na de oorlog
Na de oorlog werden de contracten met de marine en het leger beëindigd. De verkopen daalden fors en het bedrijf raakte in financiële problemen. In september 1920 moest de "Curtiss Aeroplane and Motor Company" gereorganiseerd worden om te overleven. Curtiss verkocht zijn aandelen voor 32 miljoen dollar en ging met pensioen in Florida. Hij bleef directeur van het bedrijf, maar werkte uitsluitend als ontwerpadviseur. Clement M. Keys leidde het bedrijf, dat later de kern werd van een grote groep luchtvaartmaatschappijen.

## Latere jaren

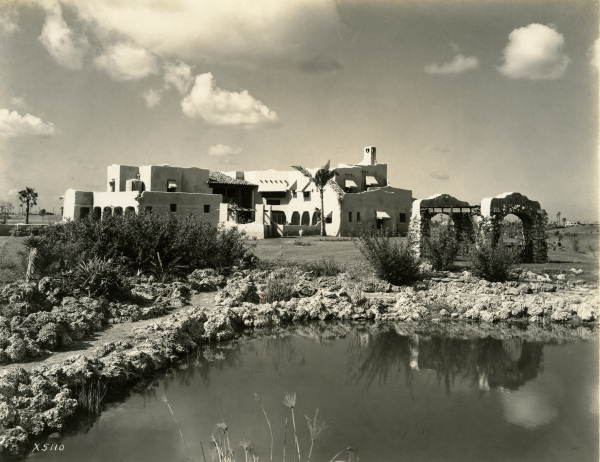
Glenn Curtiss Mansion

Toen Curtiss in de jaren twintig met zijn gezin naar Florida was verhuisd, richtte hij daar 18 bedrijven op, zette zich in in burgercomités en doneerde uitgebreide land - en waterrechten aan de gemeenschap. Hij hielp bij de ontwikkeling van de steden Hialeah, Opa-locka en Miami Springs, waar hij een huis bouwde dat bekend werd als Glenn Curtiss House, maar ook als Dar-Err-Aha, Miami Springs Villas House en MSTR No. 2. Het huis is in de jaren negentig gerestaureerd en dient als museum.
Zijn regelmatige jachttrips naar de Everglades leidden tot een laatste uitvinding: de "Adams Motor Bungalo", genoemd naar zijn zakenpartner en halfbroer George Carl Adams. Dit was de voorloper van de Camper. De Motor Bungalo kon als een oplegger achter een personenauto gehangen worden en had zelfs al luifels boven de ramen. Vlak voor zijn dood ontwikkelde Curtiss nog een staartloos vliegtuig met een V-vormige vleugel waarvan hij hoopte dat het voor de prijs van een familieauto verkocht zou kunnen worden.

## Overlijden
Nadat Curtiss naar Rochester (New York) was gereisd om een rechtszaak tegen een voormalige zakenpartner, August Herring, bij te wonen, kreeg hij in de rechtszaal een aanval van appendicitis. Hij overleed op 52-jarige leeftijd in Buffalo (New York) aan de complicaties hiervan. Hij werd begraven in Hammondsport.

## Eerbetoon
Glenn Hammond Curtiss werd in 1964 opgenomen in de National Aviation Hall of Fame, in 1990 in de Motorsports Hall of Fame of America, in 1998 in de Motorcycle Hall of Fame en in 2003 in de National Inventors Hall of Fame. Het National Air and Space Museum van het Smithsonian Institute bezit een aantal originele documenten en een aantal vliegtuigen, motorfietsen en motoren van Curtiss. In Hammondsport staat het Glenn H. Curtiss Museum.

## Naslagwerk
- (en)  Roseberry, C.R. Glenn Curtiss: Pioneer of Flight. Doubleday & Company (1972) ISBN 0-8156-0264-2